# Liste der Nummer-eins-Hits in Deutschland (2000)
Diese Liste enthält alle Nummer-eins-Hits in Deutschland im Jahr 2000. Es gab in diesem Jahr 14 Nummer-eins-Singles und 21 Nummer-eins-Alben.
Die Single- und Albumcharts wurden von Media Control wöchentlich zusammengestellt. Sie berücksichtigten die Verkäufe von Montag bis Samstag einer Woche. Offizieller Veröffentlichungstermin war jeweils der Montag zehn Tage nach dem Ende des Wertungszeitraums.

## Singles
| ← 1999 ← | Liste der Nummer-eins-Hits in Deutschland | Liste der Nummer-eins-Hits in Deutschland | Liste der Nummer-eins-Hits in Deutschland | 2001 →                    |
| \| Zeitraum \| Wo. ges. \| Interpret \| Titel Autor(en) \| Zusätzliche Informationen \| \| (Zeitraum, Wochen auf Platz eins, Interpret, Titel, Autor[en], zusätzliche Informationen) \| \| \| \| \| \| ----------------------------------------------------------------------------------------- \| -------- \| ----------------------------- \| ------------------------------------------------------------------------------------------------------------------------------------------------------------------------------ \| ------------------------- \| \| 29. November 1999 – 23. Januar 2000 8 Wochen \| 8 \| Stefan Raab & Truck Stop \| Maschen-Draht-Zaun Musik: Stefan Raab; Text: Stefan Raab, Jens Bujar \| – \| \| 24. Januar 2000 – 20. Februar 2000 4 Wochen \| 4 \| HIM \| Join Me (in Death) Musik: Ville Hermanni Valo, Mikko Viljami Lindström, Mika Kristian Karppinen, Mikko Henrik Julius Paananen, Jussi Mikko Salminen; Text: Ville Hermanni Valo \| – \| \| 21. Februar 2000 – 12. März 2000 3 Wochen \| 3 \| French Affair \| My Heart Goes Boom (La Di Da Da) Musik: Karsten Dreyer, Torsten Dreyer; Text: Karsten Dreyer, Torsten Dreyer, Barbara Alcindor \| – \| \| 13. März 2000 – 19. März 2000 1 Woche \| 1 \| Madonna \| American Pie Donald McLean \| – \| \| 20. März 2000 – 16. April 2000 4 Wochen \| 4 \| Santana feat. The Product G&B \| Maria Maria Jerry Duplessis, Nel Wyclef Jean, David Devine McRae, Marvin Lequiente Moore Hough, Carlos Santana, Karl F. Perazzo \| – \| \| 17. April 2000 – 23. April 2000 1 Woche \| 1 \| Anton feat. DJ Ötzi \| Anton aus Tirol Manfred Padinger, Walter Schachner, Friedrich Schicho, Ingrid Evelyn Musenbichler \| – \| \| 24. April 2000 – 7. Mai 2000 2 Wochen \| 2 \| Die 3. Generation \| Leb! Musik: Paul Post, Rudolf H. Ruud Voerman; Text: Henri C. G. Han Kooreneef \| – \| \| 8. Mai 2000 – 4. Juni 2000 4 Wochen \| 4 \| Zlatko \| Ich vermiss Dich … (wie die Hölle) Bob Arnz, Christoph Siemons \| – \| \| 5. Juni 2000 – 25. Juni 2000 3 Wochen \| 3 \| Bomfunk MC’s \| Freestyler Jaakko Sakari Salovaara, Raymond Anthony Ebanks \| – \| \| 26. Juni 2000 – 23. Juli 2000 4 Wochen \| 4 \| Zlatko & Jürgen \| Großer Bruder Bob Arnz, Christoph Siemons, Thomas Anders, Christian Geller, Muck Brückner \| – \| \| 24. Juli 2000 – 3. September 2000 6 Wochen \| 6 \| ATC \| Around the World (La La La La La) Sergej Evgenevich Zhukov, Aleksej Evgenevich Potekhin, Alex Jörg Christensen, Peter Könemann \| – \| \| 4. September 2000 – 24. September 2000 3 Wochen \| 3 \| Britney Spears \| Lucky Martin Karl Sandberg, Alexander Erik Kronlund, Rami Yacoub \| – \| \| 25. September 2000 – 26. November 2000 9 Wochen \| 9 \| Rednex \| The Spirit of the Hawk Axel Breitung, Graham Mark Compton, David Alan Cameron-Pryde, Mark Jeffrey Stagg \| – \| \| 27. November 2000 – 28. Januar 2001 9 Wochen \| 9 \| Christian \| Es ist geil ein Arschloch zu sein Steve van Velvet \| – \| |                                           |                                           | |                           |
| ← 1999 |                                           |                                           | | → 2001 →                  |
| Zeitraum | Wo. ges.                                  | Interpret                                 | Titel Autor(en) | Zusätzliche Informationen |
| (Zeitraum, Wochen auf Platz eins, Interpret, Titel, Autor[en], zusätzliche Informationen) |                                           |                                           | |                           |
| 29. November 1999 – 23. Januar 2000 8 Wochen | 8                                         | Stefan Raab & Truck Stop                  | Maschen-Draht-Zaun Musik: Stefan Raab; Text: Stefan Raab, Jens Bujar | –                         |
| 24. Januar 2000 – 20. Februar 2000 4 Wochen | 4                                         | HIM                                       | Join Me (in Death) Musik: Ville Hermanni Valo, Mikko Viljami Lindström, Mika Kristian Karppinen, Mikko Henrik Julius Paananen, Jussi Mikko Salminen; Text: Ville Hermanni Valo | –                         |
| 21. Februar 2000 – 12. März 2000 3 Wochen | 3                                         | French Affair                             | My Heart Goes Boom (La Di Da Da) Musik: Karsten Dreyer, Torsten Dreyer; Text: Karsten Dreyer, Torsten Dreyer, Barbara Alcindor                                                 | –                         |
| 13. März 2000 – 19. März 2000 1 Woche | 1                                         | Madonna                                   | American Pie Donald McLean | –                         |
| 20. März 2000 – 16. April 2000 4 Wochen | 4                                         | Santana feat. The Product G&B             | Maria Maria Jerry Duplessis, Nel Wyclef Jean, David Devine McRae, Marvin Lequiente Moore Hough, Carlos Santana, Karl F. Perazzo                                                | –                         |
| 17. April 2000 – 23. April 2000 1 Woche | 1                                         | Anton feat. DJ Ötzi                       | Anton aus Tirol Manfred Padinger, Walter Schachner, Friedrich Schicho, Ingrid Evelyn Musenbichler                                                                              | –                         |
| 24. April 2000 – 7. Mai 2000 2 Wochen | 2                                         | Die 3. Generation                         | Leb! Musik: Paul Post, Rudolf H. Ruud Voerman; Text: Henri C. G. Han Kooreneef                                                                                                 | –                         |
| 8. Mai 2000 – 4. Juni 2000 4 Wochen | 4                                         | Zlatko                                    | Ich vermiss Dich … (wie die Hölle) Bob Arnz, Christoph Siemons | –                         |
| 5. Juni 2000 – 25. Juni 2000 3 Wochen | 3                                         | Bomfunk MC’s                              | Freestyler Jaakko Sakari Salovaara, Raymond Anthony Ebanks | –                         |
| 26. Juni 2000 – 23. Juli 2000 4 Wochen | 4                                         | Zlatko & Jürgen                           | Großer Bruder Bob Arnz, Christoph Siemons, Thomas Anders, Christian Geller, Muck Brückner                                                                                      | –                         |
| 24. Juli 2000 – 3. September 2000 6 Wochen | 6                                         | ATC                                       | Around the World (La La La La La) Sergej Evgenevich Zhukov, Aleksej Evgenevich Potekhin, Alex Jörg Christensen, Peter Könemann                                                 | –                         |
| 4. September 2000 – 24. September 2000 3 Wochen | 3                                         | Britney Spears                            | Lucky Martin Karl Sandberg, Alexander Erik Kronlund, Rami Yacoub | –                         |
| 25. September 2000 – 26. November 2000 9 Wochen | 9                                         | Rednex                                    | The Spirit of the Hawk Axel Breitung, Graham Mark Compton, David Alan Cameron-Pryde, Mark Jeffrey Stagg                                                                        | –                         |
| 27. November 2000 – 28. Januar 2001 9 Wochen | 9                                         | Christian                                 | Es ist geil ein Arschloch zu sein Steve van Velvet | –                         |

## Alben
| ← 1999 ← | Liste der Nummer-eins-Alben in Deutschland | Liste der Nummer-eins-Alben in Deutschland | Liste der Nummer-eins-Alben in Deutschland        | 2001 →                    |
| \| Zeitraum \| Wo. ges. \| Interpret \| Titel \| Zusätzliche Informationen \| \| (Zeitraum, Wochen auf Platz eins, Interpret, Titel, zusätzliche Informationen) \| \| \| \| \| \| ------------------------------------------------------------------------------ \| -------- \| --------------- \| ------------------------------------------------- \| ------------------------- \| \| 27. Dezember 1999 – 30. Januar 2000 5 Wochen (insgesamt 6) \| 6 \| Céline Dion \| All the Way… A Decade of Song \| – \| \| 31. Januar 2000 – 6. Februar 2000 1 Woche (insgesamt 10) \| 10 \| Santana \| Supernatural \| – \| \| 7. Februar 2000 – 13. Februar 2000 1 Woche \| 1 \| HIM \| Razorblade Romance \| – \| \| 14. Februar 2000 – 12. März 2000 4 Wochen (insgesamt 10) \| 10 \| Santana \| Supernatural \| – \| \| 13. März 2000 – 19. März 2000 1 Woche \| 1 \| AC/DC \| Stiff Upper Lip \| – \| \| 20. März 2000 – 2. April 2000 2 Wochen (insgesamt 10) \| 10 \| Santana \| Supernatural \| – \| \| 3. April 2000 – 9. April 2000 1 Woche \| 1 \| Böhse Onkelz \| Ein böses Märchen \| – \| \| 10. April 2000 – 30. April 2000 3 Wochen (insgesamt 10) \| 10 \| Santana \| Supernatural \| – \| \| 1. Mai 2000 – 14. Mai 2000 2 Wochen \| 2 \| a-ha \| Minor Earth, Major Sky \| – \| \| 15. Mai 2000 – 28. Mai 2000 2 Wochen \| 2 \| Guano Apes \| Don’t Give Me Names \| – \| \| 29. Mai 2000 – 11. Juni 2000 2 Wochen \| 2 \| Britney Spears \| Oops!… I Did It Again \| – \| \| 12. Juni 2000 – 2. Juli 2000 3 Wochen (insgesamt 6) \| 6 \| Bon Jovi \| Crush \| – \| \| 3. Juli 2000 – 9. Juli 2000 1 Woche \| 1 \| Wolfgang Petry \| Konkret \| – \| \| 10. Juli 2000 – 30. Juli 2000 3 Wochen (insgesamt 6) \| 6 \| Bon Jovi \| Crush \| – \| \| 31. Juli 2000 – 10. September 2000 6 Wochen \| 6 \| The Corrs \| In Blue \| – \| \| 11. September 2000 – 17. September 2000 1 Woche \| 1 \| Robbie Williams \| Sing When You’re Winning \| – \| \| 18. September 2000 – 24. September 2000 1 Woche \| 1 \| Rosenstolz \| Kassengift \| – \| \| 25. September 2000 – 1. Oktober 2000 1 Woche \| 1 \| Pur \| Mittendrin \| – \| \| 2. Oktober 2000 – 22. Oktober 2000 3 Wochen \| 3 \| Madonna \| Music \| – \| \| 23. Oktober 2000 – 29. Oktober 2000 1 Woche \| 1 \| Mark Knopfler \| Sailing to Philadelphia \| – \| \| 30. Oktober 2000 – 5. November 2000 1 Woche \| 1 \| Limp Bizkit \| Chocolate Starfish and the Hot Dog Flavored Water \| – \| \| 6. November 2000 – 12. November 2000 1 Woche \| 1 \| Die Ärzte \| Runter mit den Spendierhosen, Unsichtbarer! \| – \| \| 13. November 2000 – 26. November 2000 2 Wochen \| 2 \| U2 \| All That You Can’t Leave Behind \| – \| \| 27. November 2000 – 3. Dezember 2000 1 Woche (insgesamt 10) \| 10 \| The Beatles \| 1 \| – \| \| 4. Dezember 2000 – 10. Dezember 2000 1 Woche \| 1 \| Backstreet Boys \| Black & Blue \| – \| \| 11. Dezember 2000 – 4. Februar 2001 8 Wochen (insgesamt 10) \| 10 \| The Beatles \| 1 \| – \| |                                            |                                            |                                                   |                           |
| ← 1999 |                                            |                                            |                                                   | → 2001 →                  |
| Zeitraum | Wo. ges.                                   | Interpret                                  | Titel                                             | Zusätzliche Informationen |
| (Zeitraum, Wochen auf Platz eins, Interpret, Titel, zusätzliche Informationen) |                                            |                                            |                                                   |                           |
| 27. Dezember 1999 – 30. Januar 2000 5 Wochen (insgesamt 6) | 6                                          | Céline Dion                                | All the Way… A Decade of Song                     | –                         |
| 31. Januar 2000 – 6. Februar 2000 1 Woche (insgesamt 10) | 10                                         | Santana                                    | Supernatural                                      | –                         |
| 7. Februar 2000 – 13. Februar 2000 1 Woche | 1                                          | HIM                                        | Razorblade Romance                                | –                         |
| 14. Februar 2000 – 12. März 2000 4 Wochen (insgesamt 10) | 10                                         | Santana                                    | Supernatural                                      | –                         |
| 13. März 2000 – 19. März 2000 1 Woche | 1                                          | AC/DC                                      | Stiff Upper Lip                                   | –                         |
| 20. März 2000 – 2. April 2000 2 Wochen (insgesamt 10) | 10                                         | Santana                                    | Supernatural                                      | –                         |
| 3. April 2000 – 9. April 2000 1 Woche | 1                                          | Böhse Onkelz                               | Ein böses Märchen                                 | –                         |
| 10. April 2000 – 30. April 2000 3 Wochen (insgesamt 10) | 10                                         | Santana                                    | Supernatural                                      | –                         |
| 1. Mai 2000 – 14. Mai 2000 2 Wochen | 2                                          | a-ha                                       | Minor Earth, Major Sky                            | –                         |
| 15. Mai 2000 – 28. Mai 2000 2 Wochen | 2                                          | Guano Apes                                 | Don’t Give Me Names                               | –                         |
| 29. Mai 2000 – 11. Juni 2000 2 Wochen | 2                                          | Britney Spears                             | Oops!… I Did It Again                             | –                         |
| 12. Juni 2000 – 2. Juli 2000 3 Wochen (insgesamt 6) | 6                                          | Bon Jovi                                   | Crush                                             | –                         |
| 3. Juli 2000 – 9. Juli 2000 1 Woche | 1                                          | Wolfgang Petry                             | Konkret                                           | –                         |
| 10. Juli 2000 – 30. Juli 2000 3 Wochen (insgesamt 6) | 6                                          | Bon Jovi                                   | Crush                                             | –                         |
| 31. Juli 2000 – 10. September 2000 6 Wochen | 6                                          | The Corrs                                  | In Blue                                           | –                         |
| 11. September 2000 – 17. September 2000 1 Woche | 1                                          | Robbie Williams                            | Sing When You’re Winning                          | –                         |
| 18. September 2000 – 24. September 2000 1 Woche | 1                                          | Rosenstolz                                 | Kassengift                                        | –                         |
| 25. September 2000 – 1. Oktober 2000 1 Woche | 1                                          | Pur                                        | Mittendrin                                        | –                         |
| 2. Oktober 2000 – 22. Oktober 2000 3 Wochen | 3                                          | Madonna                                    | Music                                             | –                         |
| 23. Oktober 2000 – 29. Oktober 2000 1 Woche | 1                                          | Mark Knopfler                              | Sailing to Philadelphia                           | –                         |
| 30. Oktober 2000 – 5. November 2000 1 Woche | 1                                          | Limp Bizkit                                | Chocolate Starfish and the Hot Dog Flavored Water | –                         |
| 6. November 2000 – 12. November 2000 1 Woche | 1                                          | Die Ärzte                                  | Runter mit den Spendierhosen, Unsichtbarer!       | –                         |
| 13. November 2000 – 26. November 2000 2 Wochen | 2                                          | U2                                         | All That You Can’t Leave Behind                   | –                         |
| 27. November 2000 – 3. Dezember 2000 1 Woche (insgesamt 10) | 10                                         | The Beatles                                | 1                                                 | –                         |
| 4. Dezember 2000 – 10. Dezember 2000 1 Woche | 1                                          | Backstreet Boys                            | Black & Blue                                      | –                         |
| 11. Dezember 2000 – 4. Februar 2001 8 Wochen (insgesamt 10) | 10                                         | The Beatles                                | 1                                                 | –                         |

## Jahreshitparaden
| ← 1999 ← | Liste der Jahres-Nummer-eins-Hits in Deutschland | Liste der Jahres-Nummer-eins-Hits in Deutschland                                 | Liste der Jahres-Nummer-eins-Hits in Deutschland | 2001 →   |
| \| Singles \| Position# \| Alben \| \| --------------------------------------------------------------------------------------------------------------------------------------- \| --------- \| -------------------------------------------------------------------------------- \| \| Anton aus Tirol Anton feat. DJ Ötzi Manfred Padinger, Walter Schachner, Friedrich Schicho, Ingrid Evelyn Musenbichler \| 1 \| Supernatural Santana \| \| The Spirit of the Hawk Rednex Axel Breitung, Graham Mark Compton, David Alan Cameron-Pryde, Mark Jeffrey Stagg \| 2 \| Crush Bon Jovi \| \| Around the World (La La La La La) ATC Sergej Evgenevich Zhukov, Aleksej Evgenevich Potekhin, Alex Jörg Christensen, Peter Könemann \| 3 \| Oops!… I Did It Again Britney Spears \| \| Freestyler Bomfunk MC’s Jaakko Sakari Salovaara, Raymond Anthony Ebanks \| 4 \| In Blue The Corrs \| \| It’s My Life Bon Jovi John Francis Bongiovi, Richard S. Sambora, Martin Karl Sandberg \| 5 \| Mittendrin Pur \| \| Ich vermiss dich … (Wie die Hölle) Zlatko Bob Arnz, Christoph Siemons \| 6 \| Californication Red Hot Chili Peppers \| \| Maria Maria Santana Jerry Duplessis, Nel Wyclef Jean, David Devine McRae, Marvin Lequiente Moore Hough, Carlos Santana, Karl F. Perazzo \| 7 \| Razorblade Romance HIM \| \| Großer Bruder Zlatko & Jürgen Bob Arnz, Christoph Siemons, Thomas Anders, Christian Geller, Muck Brückner \| 8 \| S&M Metallica with Michael Kamen conducting The San Francisco Symphony Orchestra \| \| Mein Stern Ayman Musik: Mike Michaels, Mark Dollar, Mark Tabak; Text: Mike Michael, MM Dollar, Mark Tabak, Sacha Stadie, Dean Burke \| 9 \| 1 The Beatles \| \| Lucky Britney Spears Martin Karl Sandberg, Alexander Erik Kronlund, Rami Yacoub \| 10 \| Reload Tom Jones \| |                                                  |                                                                                  |                                                  |          |
| ← 1999 |                                                  |                                                                                  |                                                  | → 2001 → |
| Singles | Position#                                        | Alben                                                                            |                                                  |          |
| Anton aus Tirol Anton feat. DJ Ötzi Manfred Padinger, Walter Schachner, Friedrich Schicho, Ingrid Evelyn Musenbichler | 1                                                | Supernatural Santana                                                             |                                                  |          |
| The Spirit of the Hawk Rednex Axel Breitung, Graham Mark Compton, David Alan Cameron-Pryde, Mark Jeffrey Stagg | 2                                                | Crush Bon Jovi                                                                   |                                                  |          |
| Around the World (La La La La La) ATC Sergej Evgenevich Zhukov, Aleksej Evgenevich Potekhin, Alex Jörg Christensen, Peter Könemann | 3                                                | Oops!… I Did It Again Britney Spears                                             |                                                  |          |
| Freestyler Bomfunk MC’s Jaakko Sakari Salovaara, Raymond Anthony Ebanks | 4                                                | In Blue The Corrs                                                                |                                                  |          |
| It’s My Life Bon Jovi John Francis Bongiovi, Richard S. Sambora, Martin Karl Sandberg | 5                                                | Mittendrin Pur                                                                   |                                                  |          |
| Ich vermiss dich … (Wie die Hölle) Zlatko Bob Arnz, Christoph Siemons | 6                                                | Californication Red Hot Chili Peppers                                            |                                                  |          |
| Maria Maria Santana Jerry Duplessis, Nel Wyclef Jean, David Devine McRae, Marvin Lequiente Moore Hough, Carlos Santana, Karl F. Perazzo | 7                                                | Razorblade Romance HIM                                                           |                                                  |          |
| Großer Bruder Zlatko & Jürgen Bob Arnz, Christoph Siemons, Thomas Anders, Christian Geller, Muck Brückner | 8                                                | S&M Metallica with Michael Kamen conducting The San Francisco Symphony Orchestra |                                                  |          |
| Mein Stern Ayman Musik: Mike Michaels, Mark Dollar, Mark Tabak; Text: Mike Michael, MM Dollar, Mark Tabak, Sacha Stadie, Dean Burke | 9                                                | 1 The Beatles                                                                    |                                                  |          |
| Lucky Britney Spears Martin Karl Sandberg, Alexander Erik Kronlund, Rami Yacoub | 10                                               | Reload Tom Jones                                                                 |                                                  |          |